# Hell and High Water (singolo)
Hell and High Water è un singolo del gruppo musicale statunitense Major Lazer, pubblicato il 21 ottobre 2020 come ottavo estratto dal quarto album in studio Music Is the Weapon.

## Descrizione
Il singolo vede la collaborazione della cantante Alessia Cara.

## Tracce
1. Hell and High Water – 2:26